# 查理·明希
查理·明希（法語：Charles Munch，法語發音：[ʃaʁl mynʃ]；1891年9月26日—1968年11月6日），法国指挥家、小提琴家，二十世纪最重要的指挥家之一。曾任美国波士顿交响乐团音乐总监、法国巴黎管弦乐团首任音乐总监。

## 生平
查理·明希出生于阿尔萨斯地区的斯特拉斯堡，其父亲恩斯特·明希是管风琴手和合唱指挥。明希曾在斯特拉斯堡音乐学院和巴黎学习小提琴，师从汉斯·普菲茨纳、吕西安·卡佩等人。
第一次世界大战爆发后，明希应征入伍，成为一名德国陆军的炮兵中士。他在法国佩罗讷遭到毒气袭击，后又在凡尔登战役中弹受伤。战争结束后，他返回阿尔萨斯并成为法国公民。
在柏林跟随卡尔·弗莱什学习之后，明希开始担当小提琴独奏，并先后到斯特拉斯堡音乐学院和莱比锡音乐学院教授小提琴。1923至1933年间，明希在莱比锡布商大厦管弦乐团担任乐团首席。1932年11月，他在巴黎与史特拉姆管弦乐团合作演出，这是他首次担当指挥。1933年，他与雀巢集团创始人的孙女热纳维耶韦·莫里喜结连理，使他职业生涯的进一步发展有了资金支持。
1933至1940年间，明希曾跟随阿尔弗雷德·桑德赖学习，并担任由阿尔弗雷德·科尔托创立的爱乐协会乐团的指挥（1935－1938年）。明希于1936年获得巴黎高等师范音乐学院的教职，1938年起担任巴黎音乐学院管弦乐团的首席指挥。二战期间，他在后者的职位上拒绝与纳粹合作，并支持法国抵抗运动，因此在1945年获颁法国荣誉军团勋章。
1946年12月，明希作为波士顿交响乐团的客座指挥，在美国完成首演。两年后，他带领法国广播国家管弦乐团来到美国巡演，并于1949年就任波士顿交响乐团音乐总监。1950年，明希当选美国艺术与科学院院士。

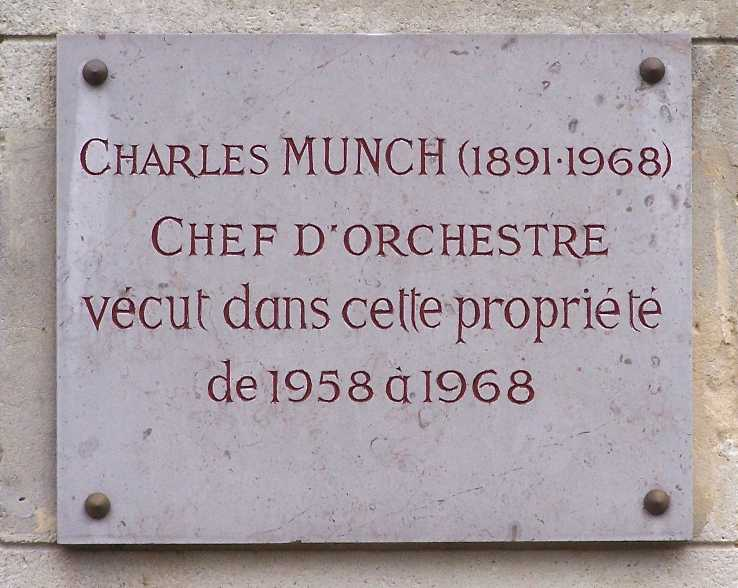
查理·明希的纪念牌（法国伊夫林省路维希恩）

担任波士顿交响乐团音乐总监期间，明希带领乐团于1953年首次在全美进行巡演，还成为首个带团前往海外演出的指挥，他们分别于1952年和1956年前往欧洲巡演，1960年前往东亚和澳大利亚，其中1956年该团还到访苏联，成为首个在苏联演出的美国管弦乐团。1962年，明希辞去了担任了十三年的乐团总监职务，而继续以客座指挥身份指导。1967年，明希参与创建了巴黎管弦乐团。一年后，在美国率领这个新乐团进行巡演的途中，查理·明希因心脏病突发在里士满逝世。

## 音乐贡献
查理·明希中年才开始指挥，他二十余年的小提琴手和乐团首席经验加深了他对指挥和乐团之间关系的理解。明希被认为是诠释法国古典音乐曲目的专家（比如柏辽兹、德彪西、拉威尔），他的指挥即兴性强，色彩丰富且不失优雅。20世纪的法国音乐是他常演曲目的重要部分，他首演了包括阿尔伯特·鲁塞尔、达律斯·米约、阿尔蒂尔·奥涅格等作曲家的作品。明希还曾写过一本探讨指挥艺术的自传《我是乐团指挥》（法語：Je suis chef d'orchestre）。